# Erich Ruppel
Erich Ruppel (* 25. Januar 1903 in Elberfeld; † 7. Juli 1975 in Hannover) war ein deutscher Kirchenverwaltungsjurist, rechtskundiger Vizepräsident des Landeskirchenamtes Hannover der Evangelisch-lutherischen Landeskirche Hannovers, Mitglied der Kirchenleitung und Vorsitzender des Planungsausschusses der Vereinigten Evangelisch-lutherischen Kirche Deutschlands (VELKD). Er galt als einer der besten Kenner des Staatskirchenrechts im Bereich der Evangelischen Kirche in Deutschland (EKD).

## Leben
Ruppel trat bald nach dem Studium und der Promotion 1929 in den kirchlichen Dienst ein und wurde 1933 Konsistorialrat beim Kirchenbundesamt, später in der Kirchenkanzlei in der Deutschen Evangelischen Kirche in Berlin. 1935 wurde er Ministerialrat im Reichsministerium für die kirchlichen Angelegenheiten, ab 1938  Oberregierungsrat. 1939 trat er seinen Wehrdienst an. 1947 wurde er  Referent in der Kanzlei des hannoverschen Landesbischofs Hanns Lilje. 1949 trat er als Oberkirchenrat in das Landeskirchenamt ein, dessen ordentliches Mitglied (Landeskirchenrat)  er 1952 wurde. 1957 wurde er zum juristischen Dirigenten, 1965 zum rechtskundigen Vizepräsidenten ernannt. Am 1. Februar 1968 trat er in den Ruhestand. Bis 1972 gehörte er dem Kirchensenat der hannoverschen Landeskirche an. Verdienste erwarb er sich unter anderem um die Gründung der Evangelischen Akademie in Hermannsburg (später Loccum), um das Pastoralkolleg und das Religionspädagogische Institut in Loccum.
Erich Ruppel leitete die Geschäftsstelle der Niedersächsischen Kirchenkonferenz, bevor sich die niedersächsischen Landeskirchen zur Konföderation vereinigten. In dieser Zeit war er entscheidend am Zustandekommen des Loccumer Vertrags zwischen den evangelischen Kirchen und dem Land Niedersachsen beteiligt. 
Von 1953 bis 1971 verwaltete er als Konventual des Klosters Loccum das Vermögen, die Gebäude und die Liegenschaften des Klosters. 1950 wurde er Mitglied (später Ehrenmitglied) des Komitees der Henriettenstiftung in Hannover. Von 1956 bis 1972 war er dort stellvertretender Vorsitzender und Vorsitzender der Finanzkommission.

## Auszeichnungen
- 1963: Großes Verdienstkreuz des Niedersächsischen Verdienstordens
- 1968: Großes Verdienstkreuz des Verdienstordens der Bundesrepublik Deutschland
- 1972: Goldenes Kronenkreuz des Diakonischen Werkes der EKD
- 1973: Ehrenstiftsherr des Klosters Loccum

In Wunstorf ist die Erich-Ruppel-Straße nach ihm benannt.

## Schriften
- Die richterliche Strafzumessung nach den Strafgesetzentwürfen 1925 und 1927, Dissertation Universität Bonn, Elberfeld 1929
- Die weltanschaulichen Gründe der nationalen Bewegung, Evang.-kirchl. Provinzialjugenddienst Sachsen Abt. Jugendführung, Magdeburg 1933
- Die Behandlung der Religionsgesellschaften als Körperschaften des öffentlichen Rechts in der neueren Gesetzgebung, in: Archiv für evangelisches Kirchenrecht 5 (1941)
- Der Vertrag zwischen Staat und Kirche in Niedersachsen, in: Informationsblatt für die Gemeinden in den niederdeutschen lutherischen Landeskirchen, 1955
- mit Heinz Brunotte (Hrsg.): Gott ist am Werk: Festschrift für Landesbischof D. Hanns Lilje zum 60. Geburtstag am 20. Aug. 1959. Mit Grußworten des Oekumenischen Rates der Kirchen, Furche, Hamburg 1959
- Fragen des kirchlichen Disziplinarwesen im Lichte der Zwei-Reiche-Lehre, in: Konrad Hesse (Hrsg.): Staatsverfassung und Kirchenordnung: Festgabe für Rudolf Smend, zum 80. Geburtstag am 15. Januar 1962, Mohr, 1962, S. 349 ff.
- Grundsatzfragen einer Regelung des Pfarrerdienstrechts der VELKD, in: ZevKR 9 (1962/1963), S. 113–142
- mit Dieter Andersen: Loccum vivum: 800 Jahre Kloster Loccum, Furche, Hamburg 1963
- Grundsatzprobleme des Pfarrerrechts, in: Lutherische Monatshefte 2, 1963, S. 202–209
- Das Recht der Kirche in einem weltlichen Staat, in: Eberhard Stammler (Hrsg.): Der protestantische Imperativ. Festschrift für Eberhard Müller, Furche, Hamburg 1966, S. 126 ff.
- mit Wolfgang Rüfner/Matthäus Kaiser (Hrsg.): Die Geltung von Grundrechten im kirchlichen Bereich: Die Verwaltungsgerichtsbarkeit in der evangelischen Kirche, Aschendorff, 1972, ISBN 9783402032572
- Kirchenvertragsrecht. Eine Erläuterung des Staatskirchenrechts der neueren Kirchenverträge. Hannover 1996

## Archiv
- Nachlass im Landeskirchlichen Archiv Hannover (Bestand N 60)